# Francisco Druziuk
Pour les articles homonymes, voir Druziuk.
Francisco Druziuk né le 12 octobre 1998, est un joueur argentin de hockey sur gazon.

## Carrière
- Débuts en équipe première le 23 avril 2022 contre l'Afrique du Sud à Buenos Aires dans le cadre de la Ligue professionnelle 2021-2022[1].